# جامعة بواتيي
جامعة بواتيي (بالفرنسية: Université de Poitiers)‏ ‏ (يرمز لها ب UP) جامعة فرنسية تقع في مدينة بواتيي بمنطقة نوفيل أكيتين جنوب فرنسا.
يسع حرم الجامعة أكثر من 28,000 طالب (2017)، برئاسة البروفيسور «ييف جان» (Yves Jean).
تعتبر جامعة بواتيي أحد أقدم الجامعات بفرنسا حيث تم تأسيسها عام 1431 من قبل شارل السابع ملك فرنسا، كما أن الجامعة عضو في «الجامعة الكونفدرالية ليونارد دافنتشي» (بالفرنسية: Université confédérale Léonard de Vinci)‏ ورابطة الجامعات الأوروبية ببلجيكا.